# Orlando Canizales
Pour les articles homonymes, voir Canizales.
Orlando Canizales est un boxeur mexicano-américain né le 25 novembre 1965 à Laredo, Texas.

## Carrière
Il devient champion du monde des poids coqs IBF le 9 juillet 1988 en battant par arrêt de l'arbitre au 15e round Kelvin Seabrooks et conserve 16 fois cette ceinture jusqu'en 1994, année durant laquelle il choisit de boxer dans la catégorie de poids supérieure.
Le 7 janvier 1995, il s'incline aux points par décision partagée pour le gain du titre WBA des super-coqs face au boxeur portoricain Wilfredo Vázquez.

## Distinction
- Orlando Canizales est membre de l'International Boxing Hall of Fame depuis 2009[2].